# Correio da Azia
Correio da Azia foi um barco português que naufragou na costa Ocidental da Austrália em 1816.

## História
O Correio da Azia fazia a ligação entre Portugal e Macau. Em Novembro de 1816 devido a várias tempestades e a um incêndio, o barco ficou muito danificado tendo acabado por embater num recife que destruíu parte do seu casco e o fez adornar duma forma irreversível.
O capitão João Joaquim de Freitas, juntamente com a tripulação foram para a lancha de salvamento, levando uma ínfima parte da riqueza que o barco transportava.
Os restos deste barco, foram descobertos em Abril de 2004 pelos arqueólogos do Museu Marítimo da Austrália Ocidental (Western Australian Maritime Museum).